# Ligne Pujiang du métro de Shanghai
La ligne Pujiang du métro de Shanghai (上海轨道交通浦江线) est une ligne de métro sur pneumatiques automatisée, sans conducteur. Elle se situe dans le bourg de Pujiang, district de Minhang, à Shanghai, en Chine. 
Elle compte six stations d'une longueur totale de 6,689 kilomètres (4,156 mi). Elle est de couleur grise sur les cartes.
Conçue à l'origine comme la phase 3 de la ligne 8 du métro de Shanghai, mais a ensuite été construite comme une ligne distincte, reliant la ligne 8 à son terminus sud, l'autoroute Shendu. La ligne a été ouverte pour les opérations d'essai avec des passagers le 31 mars 2018,,. Il s'agit de la première ligne automatisée et sans conducteur du métro de Shanghai. 
La ligne est exploitée par Shanghai Keolis (上海申凯), une coentreprise détenue par le groupe franco-canadien Keolis et Shanghai Shentong Metro Group. Cette collaboration durera au moins cinq ans après l'ouverture de la ligne,.

## Historique

Une carte de la ligne Pujiang dessinée à l'échelle.

| Segment                           | Commencement | Longueur           | Stations |
| --------------------------------- | ------------ | ------------------ | -------- |
| Autoroute de Shendu — Rue Huizhen | 31 mars 2018 | 6,689 km (4,16 mi) | 6        |

## Stations
| Nom de la station | Nom de la station | Connexions                   | Distance km | Distance km | Emplacement      |
| Anglais           | Chinois           | Connexions                   | Distance km | Distance km | Emplacement      |
| ----------------- | ----------------- | ---------------------------- | ----------- | ----------- | ---------------- |
|                   |                   |                              |             |             |                  |
| Shendu Highway    | 沈杜公路          | Ligne 8 du métro de Shanghai | 0,00        | 0,00        | Pujiang, Minhang |
| Sanlu Highway     | 三鲁公路          |                              | 2,00        | 2,00        | Pujiang, Minhang |
| Minrui Road       | 闵瑞路            |                              | 1,00        | 3,00        | Pujiang, Minhang |
| Puhang Road       | 浦航路            |                              | 0,80        | 3,80        | Pujiang, Minhang |
| Dongchengyi Road  | 东城一路          |                              | 1,20        | 5,00        | Pujiang, Minhang |
| Huizhen Road      | 汇臻路            |                              | 1,60        | 6,60        | Pujiang, Minhang |
|                   |                   |                              |             |             |                  |

## Matériel roulant

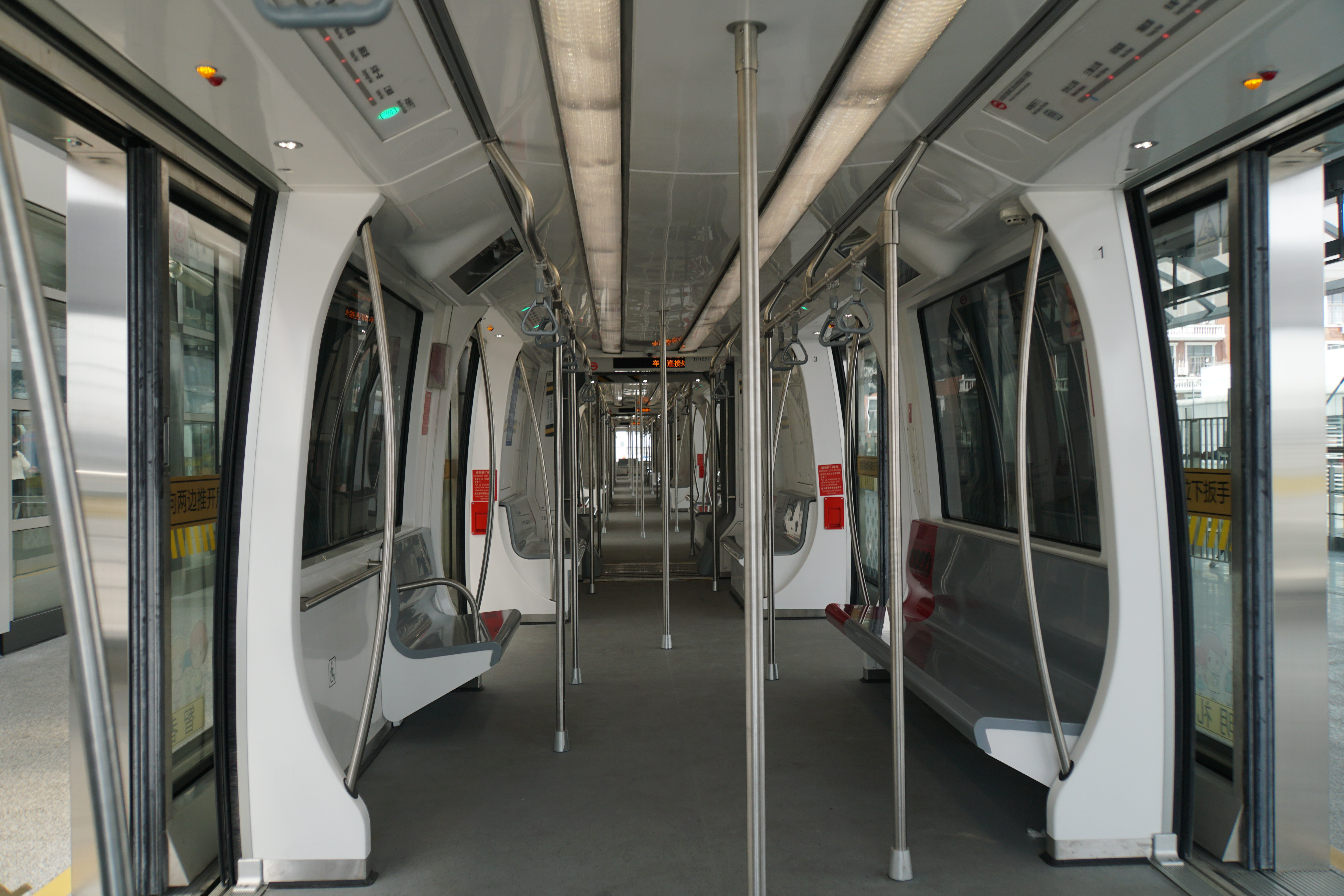
Intérieur du train.

La ligne Pujiang utilise des trains Bombardier Innovia APM 300 sur pneus. Les trains ont chacun quatre voitures, totalisant 51 m de longueur, avec une capacité de 566 passagers par train. 
Le 13 janvier 2017, Bombardier a livré le premier des 44 trains.